# Liste de films d'horreur avec des canidés
Les chiens et loups font souvent office de monstre au cinéma, voici une liste de films d'horreur, par ordre chronologique, mettant en scène des canidés :

## Chiens
- 1972 : To Kill a Clown (pt), de George Bloomfield (en) ( États-Unis)
- 1976 : Les Chiens fous (Dogs), de Burt Brinckerhoff ( États-Unis)
- 1976 : Les Dobermans reviennent (The Amazing Dobermans), de Byron Chudnow ( États-Unis)
- 1977 : Les Assiégés (The Pack), de Robert Clouse ( États-Unis)
- 1978 : Zoltan, le chien sanglant de Dracula (Dracula's Dog), de Albert Band ( États-Unis)
- 1979 : Les Chiens, d'Alain Jessua ( France)
- 1981 : There Was a Little Girl, de Ovidio G. Assonitis ( Italie)
- 1982 : Dressé pour tuer (White Dog), de Samuel Fuller ( États-Unis)
- 1982 : Dogs of Hell, de Worth Keeter ( États-Unis)
- 1983 : Cujo, de Lewis Teague ( États-Unis)
- 1986 : Play Dead, de Peter Wittman ( États-Unis)
- 1989 : Baxter, de Jérôme Boivin ( France)
- 1991 : The Boneyard, de James Cummins (Caniche possédé -  États-Unis)
- 1993 : Max, le meilleur ami de l'homme (Man's Best Friend), de John Lafia  États-Unis)
- 2004 : Rottweiler, de Brian Yuzna (Rottweiler mécanique) ( Espagne)
- 2006 : The Breed, de Nicholas Mastandrea ( États-Unis)
- 2006 : Wilderness, de Michael J. Bassett ( Royaume-Uni)

## Loups
- 1981 : Wolfen, de Michael Wadleigh ( États-Unis)